# Tuile
Una tuile (pron. /tɥil/) è un biscotto sottile, dolce o salato, o un wafer fatto di sfoglia o di formaggio originari della Francia.

## Etimologia
Il termine tuile significa "piastrella" o tegola in lingua francese, e trae il proprio nome proprio dalle tipiche tegole dei tetti, in considerazione della supposta somiglianza. Sono comunemente aggiunti come contorno per i dolci come la panna cotta o utilizzati come coppe commestibili per il gelato o il sorbetto. Simili alle tuile francesi sono le tegole dolci tipiche della Valle d'Aosta.

## Preparazione
Le tuiles sono biscotti sottili. Per ottenere la tipica forma ricurva, le tuiles sono solitamente realizzate su superfici come bottiglie o mattarelli. In Francia, sono comunemente in commercio anche degli stampi appositi. La forma ricurva delle tuiles va fatta assumere quando l'impasto è ancora caldo e malleabile. Possono anche essere preparati con forma liscia.